# Tadeusz Rutkowski
Tadeusz Rutkowski (* 25. April 1951 in Krakau) ist ein ehemaliger polnischer Gewichtheber.

## Karriere
Rutkowski hatte seinen ersten internationalen Einsatz bei der WM 1973 in Havanna, wo er im 2. Schwergewicht bis 110 kg 340,0 kg (150,0/190,0 kg) erzielte und den achten Platz belegte. Der Erstplatzierte Pawel Perwuschin hob 385,0 kg. Ein Jahr später zur WM in Manila konnte sich Rutkowski auf 350,0 kg (150,0/200,0 kg) steigern und erreichte damit den sechsten Platz.
Seine Entwicklung setzte er bis zu den Olympischen Spielen 1976 in Montreal fort, welche gleichzeitig die Weltmeisterschaften für dieses Jahr darstellten, wo er 377,5 kg (167,5/210,0 kg) hob, was ihm nach der Disqualifikation des ursprünglich Erstplatzierten Walentin Christow die Bronzemedaille hinter Juri Saizew und Krastju Semerdschiew mit jeweils 385,0 kg brachte.
Seine nächste Weltmeisterschaft bestritt Rutkowski 1978 in Gettysburg, wo er sich mit derselben Leistung wie bei den Olympischen Spielen zwei Jahre zuvor auf dem vierten Rang platzierte. Die Medaillen gingen mit 402,5 kg an Saizew und mit jeweils 385,0 kg an Jürgen Ciezki und Rickard Nilsson. Im Jahr 1979 erzielte Rutkowski bei der WM in Saloniki 380,0 kg (170,0/210,0 kg) im Zweikampf, welche aber aufgrund des starken Teilnehmerfelds nur für den siebten Platz ausreichten. Sieger wurde Sergej Arakelow mit 410,0 kg, vor Christow und Leonid Taranenko mit jeweils 402,5 kg.
Zu seinen zweiten Olympischen Spielen 1980 in Moskau trat Rutkowski mit einem Körpergewicht von 124,90 kg im Superschwergewicht über 110 kg an. Hier konnte er mit 407,5 kg (180,0/227,5 kg) seine zweite Bronzemedaille bei Olympischen Spielen erringen. Olympiasieger wurde Sultan Rachmanow mit 445,0 kg vor Jürgen Heuser mit 410,0 kg. Da auch bei diesen Spielen die Weltmeisterschaften und das olympische Turnier in einer Veranstaltung ausgetragen wurden, gewann Rutkowski drei weitere WM-Medaillen.
Auch nach 1980 blieb Rutkowski im weniger stark umkämpften Superschwergewicht und konnte 1981 bei der Weltmeisterschaft in Lille mit 415,0 kg (182,5/232,5 kg) im Zweikampf Bronze gewinnen, hinter Anatolij Pysarenko mit 425,0 kg und Senno Salzwedel mit 417,5 kg. Seinen letzten internationalen Wettkampf bestritt Rutkowski bei der WM 1982 in Ljubljana. Er hob insgesamt 405,0 kg (180,0/225,0 kg) und erreichte damit eine gute Platzierung im Mittelfeld. Sieger wurde erneut Pisarenko mit 445,0 kg, vor Antonio Krastew mit 442,5 kg.

## Persönliche Bestleistungen
- Reißen: 182,5 kg in der Klasse über 110 kg bei der WM 1981 in Lille
- Stoßen: 232,5 kg in der Klasse über 110 kg bei der WM 1981 in Lille
- Zweikampf: 415,0 kg (182,5/232,5 kg) in der Klasse über 110 kg bei der WM 1981 in Lille